# 柏賢妃
柏賢妃（はくけんひ、？ - 1527年）は、明の成化帝の妃嬪。

## 経歴
正四品指揮僉事の柏珍の娘として生まれた。天順8年（1464年）、英宗に選抜されて、太子朱見深（のちの成化帝）の準側室となった。
成化2年（1466年）、賢妃となった。父の柏珍は正三品錦衣衛指揮使に進封された。成化帝は万皇貴妃を寵愛したが、長男（万皇貴妃の子）が夭折した。成化4年（1468年）、柏賢妃は次男の朱佑極を産んだ。成化6年（1470年）、朱佑極は皇太子となったが、同年夭折した。万皇貴妃が毒殺したという。
嘉靖6年（1527年）、薨去した。享年は不明だが、80歳以上と考えられている。「端順」の諡号を贈られ、金山に葬られた。

## 伝記資料
- 『明憲宗実録』
- 『明世宗実録』